# Цветков, Юрий Вячеславович
Юрий Вячеславович Цветков (род. 27 февраля 1969, Кишинёв) — российский поэт и культуртрегер.

## Биография
Юрий Вячеславович Цветков окончил факультет журналистики Молдавского государственного университета и Литературный институт им. А. М. Горького (семинар Татьяны Бек и Сергея Чупринина).
В 2004 году вместе с поэтом Данилом Файзовым Ю. В. Цветков создал проект «Культурная инициатива», организующий литературные события в Москве, России и за рубежом.
С 2013 года Цветков — сотрудник Государственного музея истории российской литературы им. В. И. Даля.
Стихи публиковались в журналах «Знамя», «Интерпоэзия», «Октябрь», «Юность», «Кодры» (Молдова), «Кольцо А», «Независимой газете». Автор книги стихов «Синдром Стендаля» (2014), «Часть жизни» (совместно с Данилом Файзовым, 2021), «Выбранные места» (2023). Лауреат Малой премии «Московский счёт» (2015). Стихи переводились на английский, испанский, румынский, украинский языки.

## Отзывы
Кирилл Ковальджи:

Юрий Цветков отважился писать стихи как бы с чистого листа: точно не существует наработанных поэтических структур, надо всё придумывать заново. Верней, не придумывать, а вслушиваться в себя, стараясь выразить то и так, как чувствуешь.
— Ковальджи, 2014
Дмитрий Веденяпин:

Книга Юрия Цветкова дарит надежду. Читая её, я то и дело ловил себя на нежданной и вопиюще несовременной мысли, что сознательная, нескучная и даже — страшно сказать — счастливая жизнь возможна.
— Веденяпин, 2015 